# Adriaan Venema
Adriaan Harrie Venema (Heiloo, 27 mei 1941 – Amsterdam, 31 oktober 1993) was een Nederlandse journalist, publicist, romancier en kunsthandelaar. Als journalist mengde hij zich stevig in het debat over goed en fout in de Tweede Wereldoorlog. Zo voerde hij polemieken tegen schrijvers als Chris van der Heijden, Pierre H. Dubois, Willem Huberts en Martien J.G. de Jong.

## Levensloop
Venema werd in Heiloo geboren. Het gezin Venema verhuisde kort na de Tweede Wereldoorlog naar de Niersstraat in de Amsterdamse Rivierenbuurt. Na het mislukken van zijn eerste huwelijk halverwege de jaren 60 verliet hij zijn baan als journalist in Vlissingen om terug te keren naar Amsterdam. Venema had twee kinderen uit zijn eerste huwelijk. Naast veel schrijfwerk was Venema in de jaren 1980 als kunsthandelaar actief vanuit een eigen kunstgalerie aan het Amsterdamse Rokin. In deze tijd deed hij veel contacten op in de kunstwereld, die onder meer hebben geleid tot het boek Kunsthandel in Nederland, 1940-1945 uit 1986.
In archieven trof Venema tijdens zijn onderzoek naar de kunsthandel in  de oorlogjaren brieven aan die Cees Bantzinger in het begin van de oorlog aan het Departement van Volksvoorlichting en Kunsten had geschreven. Eind januari 1985 zocht Venema contact met Bantzinger. In dit telefoongesprek bevestigde Bantzinger, dat die brieven van hem waren en dat hij vanaf december 1940 zes maanden lid was geweest van de NSB. Een week later pleegde Bantzinger op 70-jarige leeftijd zelfmoord door verdrinking.
Venema's bekendste werk is het vierdelige Schrijvers, uitgevers & hun collaboratie. Het werd uitgegeven  tussen 1988 en 1992 in vijf banden. Hierin beschuldigde hij onder anderen Jan Campert, Simon Vestdijk, Bert Voeten en J.W.F. Werumeus Buning van collaboratie tijdens de Tweede Wereldoorlog. Aan Vestdijk besteedde hij zelfs een aparte band (deel 3B, 262 pagina's). Ook trachtte Venema de reputatie van historicus Hans Blom aan te tasten in de boekuitgave Blommeldingen uit 1990.
Daarnaast schreef hij romans (onder meer over koning Lodewijk II van Beieren), kinderboeken en het toneelstuk Mussert over Anton Mussert, dat in 1973 werd opgevoerd door Toneelgroep Centrum. Hij schreef ook diverse studies over schilders. Deze werken werden door de kritiek over het algemeen positief en als vernieuwend ontvangen.
Venema's zucht tot ontmaskering van lieden die 'fout' waren geweest in de oorlog leverde hem veel vijanden op. Journalist Henk Hofland waarschuwde hem dat hij vanwege zijn boeken zou worden verguisd. Op 21 november 1990 werd Adriaan Venema voor een studio van de zender RTL 4 mishandeld met een ploertendoder. Hij bracht dit later in verband met een artikel van hem in het weekblad Vrij Nederland, waarin hij een aanval had gedaan op de plannen van een uitgeverij om de memoires van Florrie Rost van Tonningen-Heubel uit te geven. Dat leidde ertoe dat deze uitgeverij ervan afzag. Vlak voor zijn dood in oktober 1993 verklaarde Venema tegenover de politie dat hij een van de daders van de mishandeling had herkend van een foto in dagblad Het Parool.
Adriaan Venema pleegde op 52-jarige leeftijd zelfmoord na dit geruime tijd van tevoren te hebben aangekondigd. Zijn levensgezellin, met wie hij enkele weken daarvoor was getrouwd was daarbij aanwezig, evenals zijn jongste zoon. Hij werd begraven op Zorgvlied. Venema's herinneringen verschenen postuum onder de titel Verleden tijd in 1994.

## Boeken
- Van een bloedrode manchet en een kooikershondje (1969)
- Christiaan, leven en lijden van een charlatan (1970)
- Piepul (1970)
- Een sterfgeval in Duitsland (1971)
- Fietsen voor de volkskrant (1971)
- Handboek voor de nieuwe illegalen (1971)
- Het protokol (1971)
- De databank (1972)
- De zaak Krupp (1972)
- Homoseksualiteit in de Nederlandse letterkunde (1972)
- Tegenvoeter (1972)
- Mussert (1973)
- De klem (1974)
- Het leven, een bries (1975) Bekroond met de Louis Couperus-prijs
- De Bergense school (1976), Het Wereldvenster, Baarn
- De Amsterdamse Joffers (1977)
- Het raam (1977)
- Jan van Tongeren (1977)
- De Godenjaren (1978)
- De Ploeg 1918-1930 (1978)
- De ballingen 1914-1918 (1979)
- De laatste uren (1979)
- Jongensdromen en andere verhalen (1979)
- Nederlandse schilders in Parijs 1900-1940 (1980)
- Breitner (1982)
- Lemmingen (1983)
- Kunsthandel in Nederland, 1940-1945 (1986)
- Schrijvers, uitgevers en hun collaboratie (1988-1992), digitale versie bij de DBNL[3]
- Aristo revisited (1990)
- Blommeldingen (1990)
- Het dagboek (1990)
- Kleine oorlog (1990)
- Osendarp (1990)
- Thomas en Esther, Esther en Thomas (1990)
- Het dilemma (1994)
- Verleden tijd (1994)[4]